# Talcy (Loir-et-Cher)
Talcy è un comune francese di 265 abitanti situato nel dipartimento del Loir-et-Cher nella regione del Centro-Valle della Loira.

## Società

### Evoluzione demografica
Abitanti censiti